# بيرنارد جينغيني
بيرنارد جينغيني (بالفرنسية: Bernard Genghini)‏ المولود في 18 حزيران في العام 1958 في Soultz-Haut-Rhin, لاعب كرة قدم فرنسي سابق. لقد لعب 27 مباراة مع الفريق الفرنسي وأحرز 6 أهداف. لعب في 3 بطولات هامة في مهنته الكروية وهي كأس العالم 1982 وكأس الأمم الأوروبية لكرة القدم 1984 وكأس العالم 1986
بيرنارد هو واحد من اللاعبين الخمسة الذين أحرزوا هدفين من ركلة حركة مباشرة في تاريخ كأس العالم. البقية هم بيليه وريفيلينو وتوفيلو كوبيلاس وديفيد بيكام.

## مهنته الكروية
- من العام 1976-82 لعب مع سوشو
- من العام 1982-83 لعب مع سانت إتيان
- من العام 1983-86 لعب مع موناكو
- في العام 1986 لعب مع سيرفيت
- من العام 1986-88 لعب مع مرسيليا
- من العام 1988-89 لعب مع بوردو

## روابط خارجية
- بيرنارد جينغيني على موقع الاتحاد الدولي (مؤرشف)  (الإنجليزية)
- بيرنارد جينغيني على موقع قاعدة بيانات كرة القدم.إي يو (الإنجليزية)
- بيرنارد جينغيني على موقع ناشيونال فوتبول تيمز (الإنجليزية)
- بيرنارد جينغيني على موقع عالم كرة القدم.نت (الإنجليزية)